# Eudistoma platense
Eudistoma platense är en sjöpungsart som först beskrevs av Van Name 1945.  Eudistoma platense ingår i släktet Eudistoma och familjen Polycitoridae. Inga underarter finns listade i Catalogue of Life.